# Zdeněk Peclinovský
Zdeněk Peclinovský (* 2. listopadu 1953) je bývalý český fotbalista, obránce. Po skončení aktivní kariéry působí jako trenér na regionální úrovni.

## Fotbalová kariéra
V československé lize hrál za Slavii Praha a Spartu Praha. Nastoupil v 82 ligových utkáních a dal 4 góly. Ve druhé lize hrál za Dynamo České Budějovice, TJ Motorlet Praha a TJ Brandýs nad Labem. Za Slavii nastoupil v Poháru vítězů pohárů ve 2 utkáních a v Poháru UEFA v 1 utkání.

## Ligová bilance
| Ročník                                   | Zápasy | Góly | Minuty | Klub                    |
| ---------------------------------------- | ------ | ---- | ------ | ----------------------- |
| 1. československá fotbalová liga 1974/75 | -      | 1    | -      | Slavia Praha            |
| 1. československá fotbalová liga 1975/76 | -      | 0    | -      | Slavia Praha            |
| 1. československá fotbalová liga 1976/77 | -      | 0    | -      | Slavia Praha            |
| Česká národní fotbalová liga 1977/78     | -      | -    | -      | Dynamo České Budějovice |
| 1. československá fotbalová liga 1978/79 | 28     | 2    | 2475   | Sparta Praha            |
| 1. československá fotbalová liga 1979/80 | 23     | 1    | 1531   | Sparta Praha            |
| Česká národní fotbalová liga 1980/81     | -      | -    | -      | Dynamo České Budějovice |
| Česká národní fotbalová liga 1981/82     | 30     | 8    | -      | Dynamo České Budějovice |
| Česká národní fotbalová liga 1982/83     | 5      | 0    | -      | Dynamo České Budějovice |
| Česká národní fotbalová liga 1983/84     | 26     | 5    | -      | TJ Motorlet Praha       |
| Česká národní fotbalová liga 1983/84     | 29     | 2    | -      | TJ Brandýs nad Labem    |
| 1. LIGA CELKEM                           | 82     | 4    | 4006   |                         |